# The End Complete
The End Complete är det amerikanska death metal-bandet Obituarys tredje studioalbum, utgivet 1992 av skivbolaget R/C Records.

## Låtlista
1. "I'm in Pain" – 4:01
2. "Back to One" – 3:43
3. "Dead Silence" – 3:21
4. "In the End of Life" – 3:42
5. "Sickness" – 4:06
6. "Corrosive" – 4:12
7. "Killing Time" – 3:59
8. "The End Complete" – 4:03
9. "Rotting Ways" – 5:14

- Text: John Tardy
- Musik: Donald Tardy/Trevor Peres (spår 1, 4–6, 8), Allen West (spår 2, 3, 7, 9)

Bonusspår på 1998-utgåvan
1. "I'm In Pain" (live) – 4:49
2. "Killing Time" (live) – 4:01

## Medverkande
Musiker (Obituary-medlemmar)
- John Tardy – sång
- Allen West – sologitarr
- Trevor Peres – rytmgitarr
- Frank Watkins – basgitarr
- Donald Tardy – trummor

Produktion
- Scott Burns – producent, ljudtekniker, ljudmix
- Obituary – producent
- Mark Prator – ljudtekniker
- Super Brian (Brian Benscoter) – ljudtekniker
- Donald Tardy – ljudmix
- Mike Fuller – mastering
- Patricia Mooney – omslagsdesign
- Monte Conner – omslagsdesign
- Andreas Marschall – omslagskonst
- Rob Mayworth – logo
- René Miville – foto
- Mark Leialoha – foto